# Seraumont
Seraumont est une commune française située dans le département des Vosges en région Grand Est.
Ses habitants sont appelés les Seraumontais.

## Géographie

### Localisation
L'étymologie de Seraumont, littéralement sur haut mont, se réfère à la position de la commune sur une éminence du plateau lorrain séparant les départements de la Meuse et des Vosges. La topographie pourrait déboucher sur l'utilisation de l'énergie éolienne[réf. nécessaire].

### Géologie et relief
La commune se compose de 513,775 hectares de territoires agricoles (49,26 %) et 528,75 hectares de forêts et milieux semi-naturels (50,70 %).
Espaces naturels :
- Deux espaces protégés Natura 2000 :

Auf der hardt,
Vosges Du Nord.
- Deux zones naturelles d'intérêt écologique, faunistique et floristique (Znieff) :

Pays de Neufchâteau,
Forêts domaniales de Vaucouleurs, de Montigny, du Vau, des Bâtis et de Maupas.

### Hydrographie et les eaux souterraines
Hydrogéologie et climatologie : Système d’information pour la gestion des eaux souterraines du bassin Rhin-Meuse :
Territoire communal : Occupation du sol (Corinne Land Cover); Cours d'eau (BD Carthage),
Géologie : Carte géologique; Coupes géologiques et techniques,
 Hydrogéologie : Masses d'eau souterraine; BD Lisa; Cartes piézométriques.
La commune est située dans le bassin versant de la Meuse au sein du bassin Rhin-Meuse. Elle est drainée par le ruisseau des Roises,.

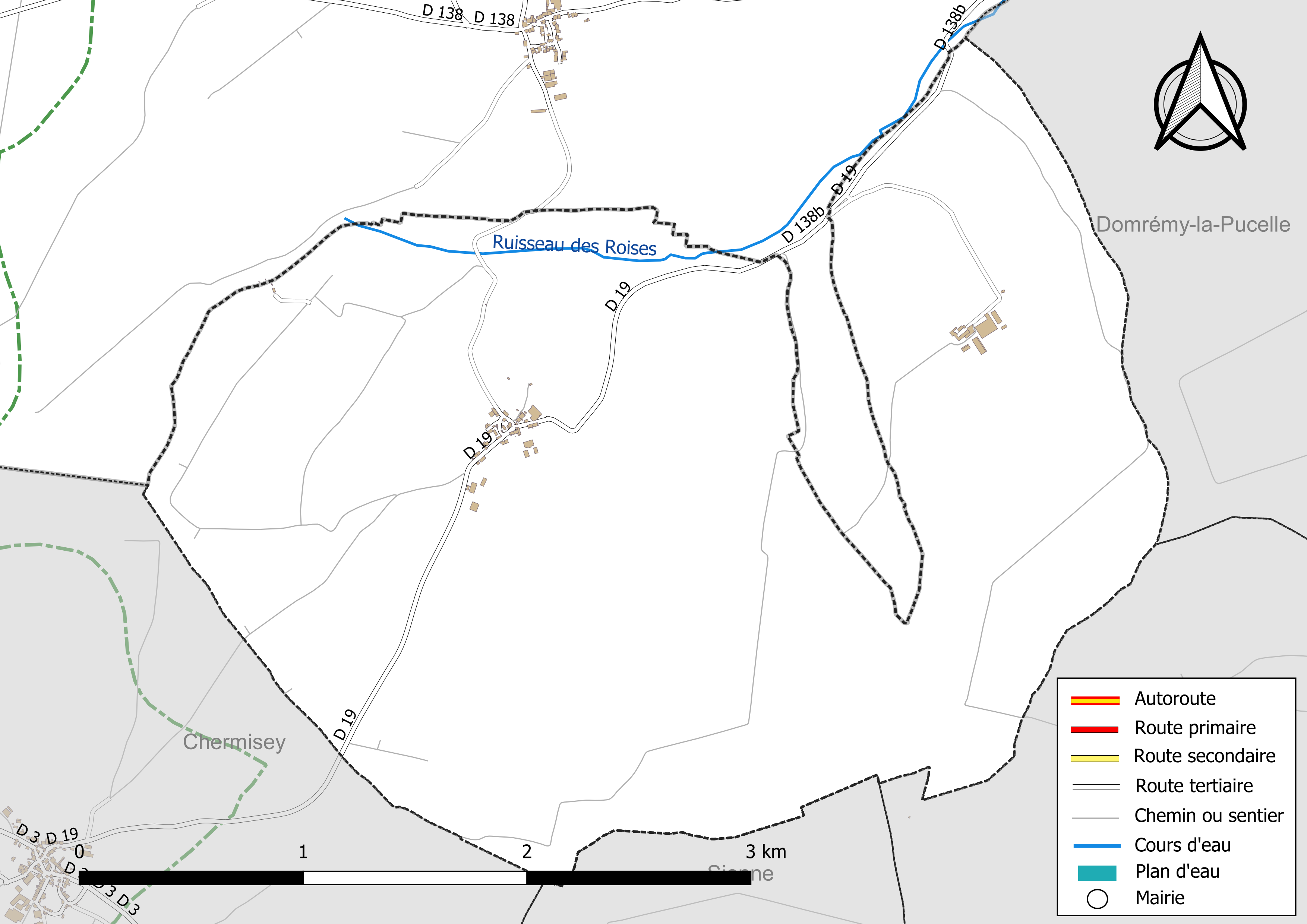
Réseaux hydrographique et routier de Seraumont.

La qualité des cours d’eau peut être consultée sur un site dédié géré par les agences de l’eau et l’Agence française pour la biodiversité.

### Climat
Pour des articles plus généraux, voir Climat du Grand Est et Climat des Vosges.
En 2010, le climat de la commune est de type climat de montagne, selon une étude du Centre national de la recherche scientifique s'appuyant sur une série de données couvrant la période 1971-2000. En 2020, Météo-France publie une typologie des climats de la France métropolitaine dans laquelle la commune est exposée à un climat océanique altéré et est dans la région climatique  Lorraine, plateau de Langres, Morvan, caractérisée par un hiver rude (1,5 °C), des vents modérés et des brouillards fréquents en automne et hiver. 
Pour la période 1971-2000, la température annuelle moyenne est de 9,2 °C, avec une amplitude thermique annuelle de 16,6 °C. Le cumul annuel moyen de précipitations est de 956 mm, avec 13,2 jours de précipitations en janvier et 9,4 jours en juillet. Pour la période 1991-2020, la température moyenne annuelle observée sur la station météorologique de Météo-France la plus proche, « Rollainville », sur la commune de Rollainville à 13 km à vol d'oiseau, est de 10,3 °C et le cumul annuel moyen de précipitations est de 860,3 mm. 
La température maximale relevée sur cette station est de 39,6 °C, atteinte le 25 juillet 2019 ; la température minimale est de −18,2 °C, atteinte le 20 décembre 2009,,. 
Les paramètres climatiques de la commune ont été estimés pour le milieu du siècle (2041-2070) selon différents scénarios d'émission de gaz à effet de serre à partir des nouvelles projections climatiques de référence DRIAS-2020. Ils sont consultables sur un site dédié publié par Météo-France en novembre 2022.

## Urbanisme

### Typologie
Au 1er janvier 2024, Seraumont est catégorisée commune rurale à habitat très dispersé, selon la nouvelle grille communale de densité à sept niveaux définie par l'Insee en 2022.
Elle est située hors unité urbaine. Par ailleurs la commune fait partie de l'aire d'attraction de Neufchâteau, dont elle est une commune de la couronne,. Cette aire, qui regroupe 72 communes, est catégorisée dans les aires de moins de 50 000 habitants,.

### Occupation des sols
L'occupation des sols de la commune, telle qu'elle ressort de la base de données européenne d’occupation biophysique des sols Corine Land Cover (CLC), est marquée par l'importance des forêts et milieux semi-naturels (51,2 % en 2018), en diminution par rapport à 1990 (52,6 %). La répartition détaillée en 2018 est la suivante : 
forêts (51,2 %), prairies (20,8 %), terres arables (20,7 %), zones agricoles hétérogènes (7,4 %). L'évolution de l’occupation des sols de la commune et de ses infrastructures peut être observée sur les différentes représentations cartographiques du territoire : la carte de Cassini (XVIIIe siècle), la carte d'état-major (1820-1866) et les cartes ou photos aériennes de l'IGN pour la période actuelle (1950 à aujourd'hui).

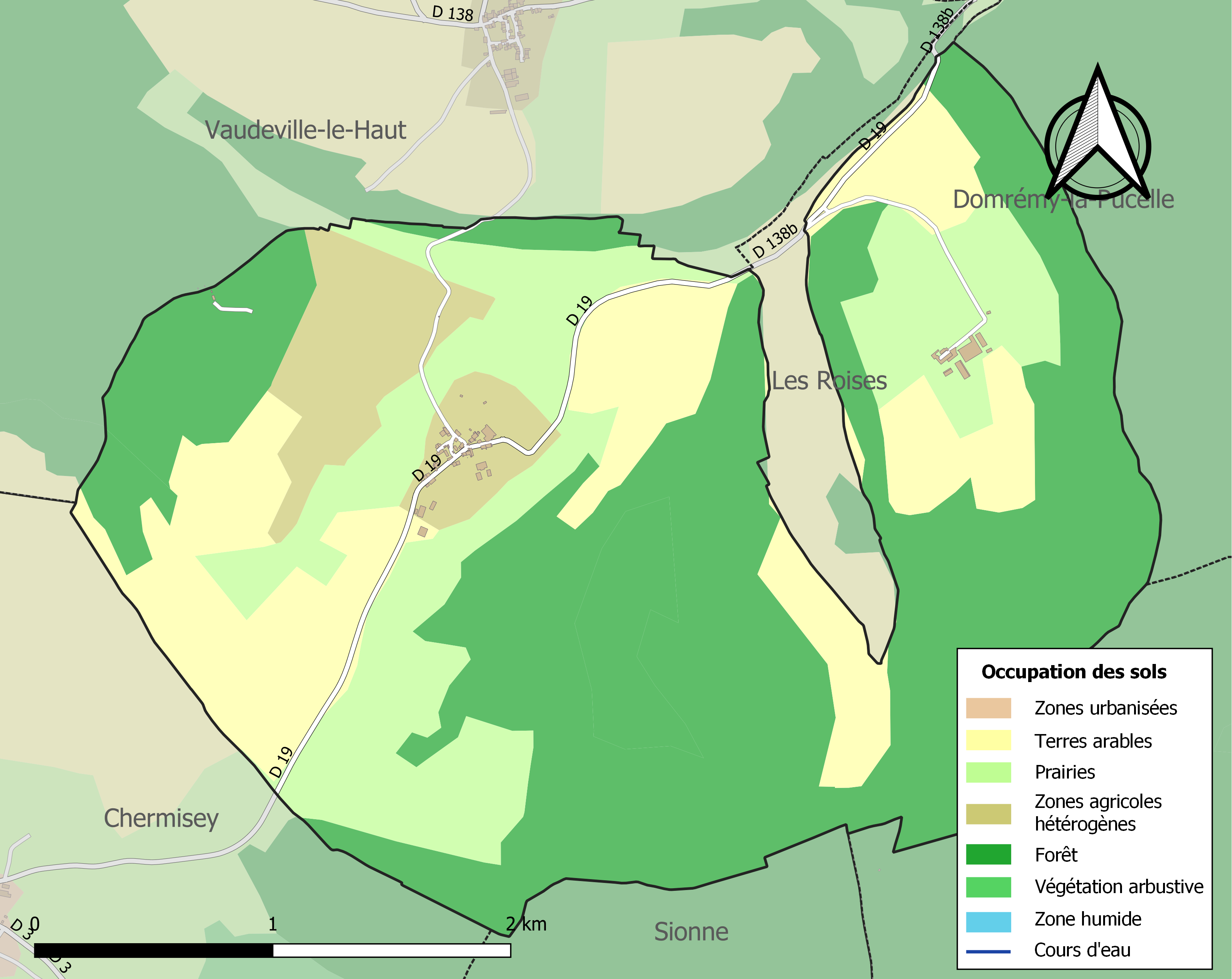
Carte des infrastructures et de l'occupation des sols de la commune en 2018 (CLC).

### Voies de communications et transports

#### Voies routières
- A31 (aussi appelée autoroute de Lorraine-Bourgogne). Échangeur Châtenois.

#### Transports en commun

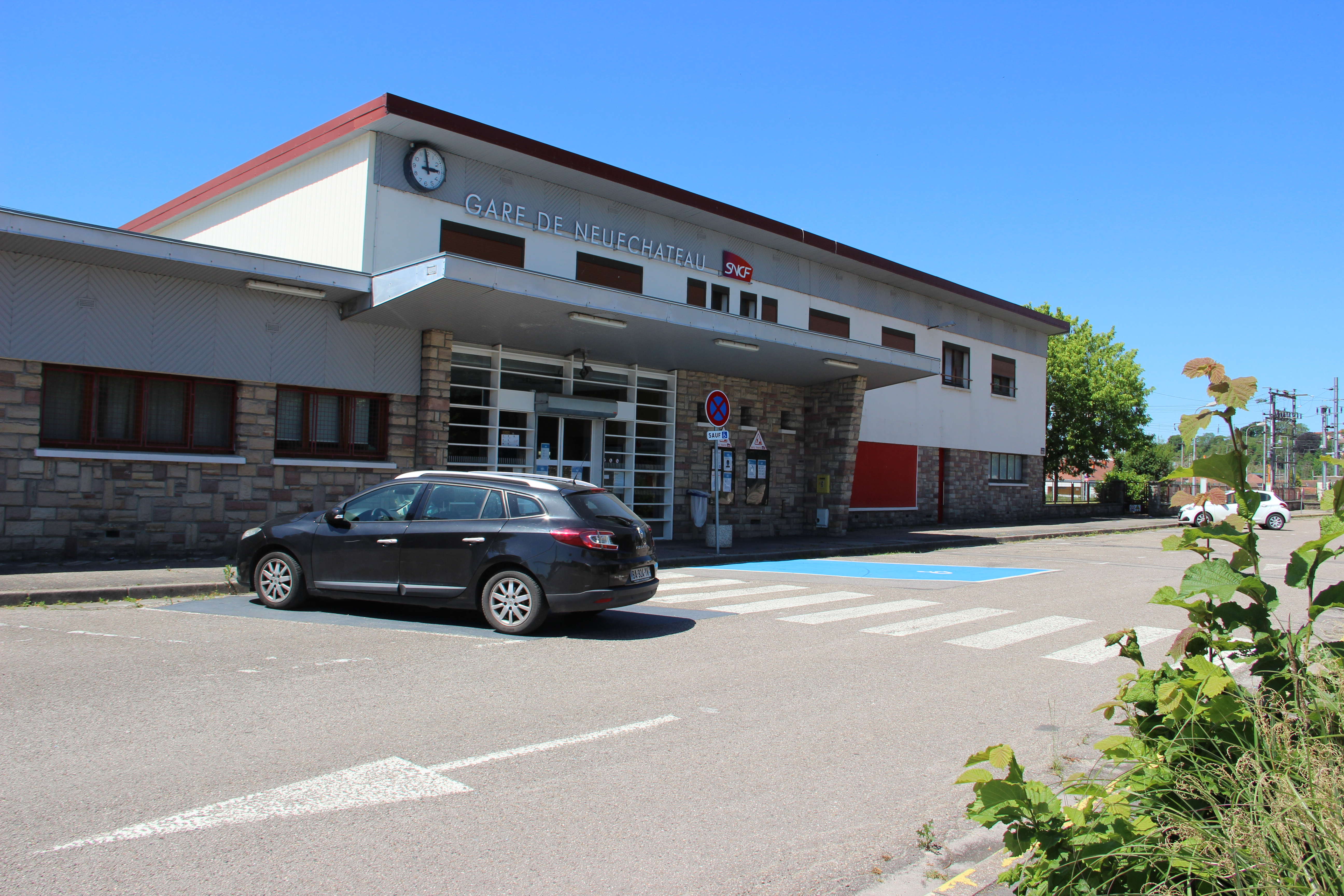
Gare de Neufchâteau.

- Fluo Grand Est.

#### Lignes SNCF
- Gare de Neufchâteau

#### Transports aériens
- L'Aéroport d'Épinal-Mirecourt « Vosges Aéroport ».

À partir de l'été 2021, l’aéroport d’Épinal-Mirecourt est devenu le "pélicandrome" de la Zone Est et servira ainsi de base de ravitaillement et d’intervention pour les avions bombardiers d’eau connus sous le nom de Dash 8.

## Toponymie
Le nom de la localité est attesté sous les formes Seroltmunt (1097) ; Territorium… villæ Syromontis (1164) ; In territorio Seromontis (1180) ; Villę Siromontis (XIIe siècle) ; Syromont (1215) ; Soiraumont (1240) ; B. de Seraumont (1320) ; Souraumont (1320) ; Séjaulmont, corr. Seraulmont (1348) ; Seraulmont (1601) ; Fromont (1790).

L,élément mont, se réfère à la position de la commune sur une éminence du plateau lorrain séparant les départements de la Meuse et des Vosges.

## Histoire
Seraumont appartenait à la généralité de Metz et au bailliage de Toul. Son église, était annexe de Vaudeville (Meuse).

## Politique et administration
| Période                                  | Période   | Identité         | Étiquette | Qualité                       |
| ---------------------------------------- | --------- | ---------------- | --------- | ----------------------------- |
| Les données manquantes sont à compléter. |           |                  |           |                               |
| 1975                                     | mars 2001 | Gilbert Pierson  |           |                               |
| mars 2001                                |           | Hervé Clément    |           |                               |
|                                          |           | Dominique Millot |           | [ 22 ]                        |
| mai 2020                                 | En cours  | Claude Clément   |           | Ancien agriculteur exploitant |

### Budget et fiscalité 2023

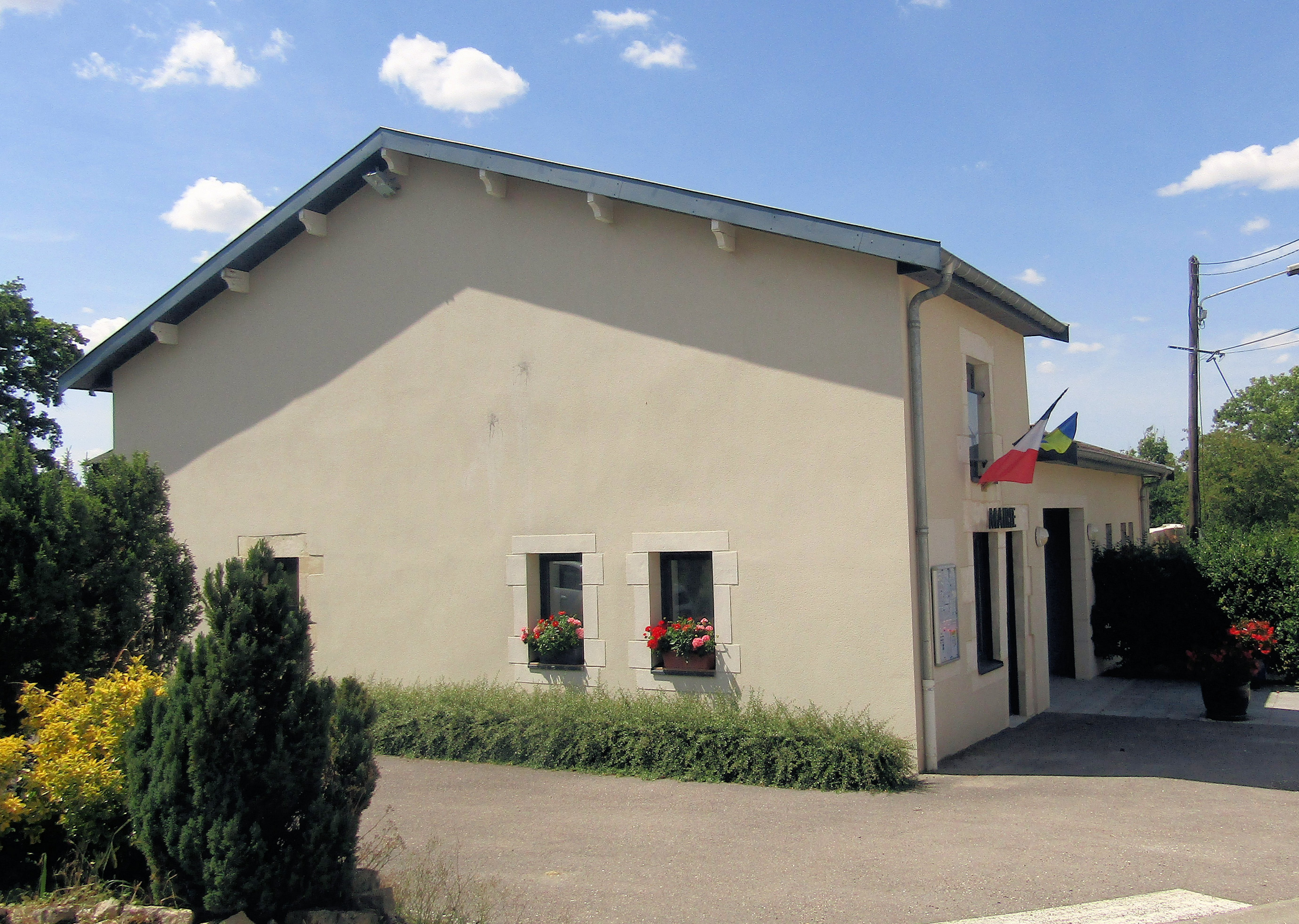
La mairie.

En 2023, le budget de la commune était constitué ainsi :
- total des produits de fonctionnement : 151 000 €, soit 4 453 € par habitant ;
- total des charges de fonctionnement : 78 000 €, soit 2 294 € par habitant ;
- total des ressources d'investissement : 134 000 €, soit 3 953 € par habitant ;
- total des emplois d'investissement : 72 000 €, soit 2 122 € par habitant ;
- endettement : 2 000 €, soit 45 € par habitant.

Avec les taux de fiscalité suivants :
- taxe d'habitation : 0,76 % ;
- taxe foncière sur les propriétés bâties : 33,65 % ;
- taxe foncière sur les propriétés non bâties : 108,88 % ;
- taxe additionnelle à la taxe foncière sur les propriétés non bâties : 0,00 % ;
- cotisation foncière des entreprises : 0,00 %.

Chiffres clés Revenus et pauvreté des ménages en 2021 : médiane en 2021 du revenu disponible, par unité de consommation.

## Économie

### Entreprises et commerces

#### Agriculture
- Élevage de vaches laitières[26].
- Élevage de chevaux et d'autres équidés.
- Culture et élevage associés.

#### Tourisme
- Hébergements et restauration à Domrémy-la-Pucelle, Coussey, Neufchâteau, Gondrecourt-le-Chârteau[27].

#### Commerces
- Commerces et services de proximité[28].

## Population et société

### Démographie

#### Évolution démographique
L'évolution du nombre d'habitants est connue à travers les recensements de la population effectués dans la commune depuis 1793. Pour les communes de moins de 10 000 habitants, une enquête de recensement portant sur toute la population est réalisée tous les cinq ans, les populations de référence des années intermédiaires étant quant à elles estimées par interpolation ou extrapolation. Pour la commune, le premier recensement exhaustif entrant dans le cadre du nouveau dispositif a été réalisé en 2004.

En 2022, la commune comptait 31 habitants, en évolution de −34,04 % par rapport à 2016 (Vosges : −2,96 %, France hors Mayotte : +2,11 %).
| 1793 | 1800 | 1806 | 1821 | 1831 | 1836 | 1841 | 1846 | 1856 |
| ---- | ---- | ---- | ---- | ---- | ---- | ---- | ---- | ---- |
| 200  | 161  | 191  | 207  | 218  | 224  | 219  | 204  | 166  |

| 1861 | 1866 | 1876 | 1881 | 1886 | 1891 | 1896 | 1901 | 1906 |
| ---- | ---- | ---- | ---- | ---- | ---- | ---- | ---- | ---- |
| 171  | 166  | 149  | 129  | 127  | 102  | 111  | 108  | 99   |

| 1911 | 1921 | 1926 | 1931 | 1936 | 1946 | 1954 | 1962 | 1968 |
| ---- | ---- | ---- | ---- | ---- | ---- | ---- | ---- | ---- |
| 95   | 81   | 95   | 79   | 76   | 65   | 50   | 38   | 46   |

| 1975 | 1982 | 1990 | 1999 | 2004 | 2006 | 2009 | 2014 | 2019 |
| ---- | ---- | ---- | ---- | ---- | ---- | ---- | ---- | ---- |
| 49   | 44   | 39   | 40   | 49   | 45   | 50   | 48   | 34   |

| 2022 | - | - | - | - | - | - | - | - |
| ---- | - | - | - | - | - | - | - | - |
| 31   | - | - | - | - | - | - | - | - |

### Enseignement
Établissements d'enseignements :
- Écoles maternelles et primaires à Domrémy-la-Pucelle, Coussey, Maxey-sur-Meuse, Neufchâteau.
- Collèges à Neufchâteau, Gondrecourt-le-Château, Liffol-le-Grand, Vaucouleurs.
- Lycées à Neufchâteau.

### Santé
Professionnels et établissements de santé :
- Médecins à Coussey, Grand, Sauvigny, Neufchâteau, Gondrecourt-le-Château, Liffol-le-Grand.
- Pharmacies à Coussey, Neufchâteau, Gondrecourt-le-Château, Liffol-le-Grand, Vaucouleurs, Châtenois.
- Hôpitaux à Neufchâteau, Dommartin-lès-Toul, Joinville, Commercy, Toul.

### Cultes
- Culte catholique, Paroisses Saint Pierre et Saint Paul au seuil de la Lorraine[35], Diocèse de Saint-Dié.

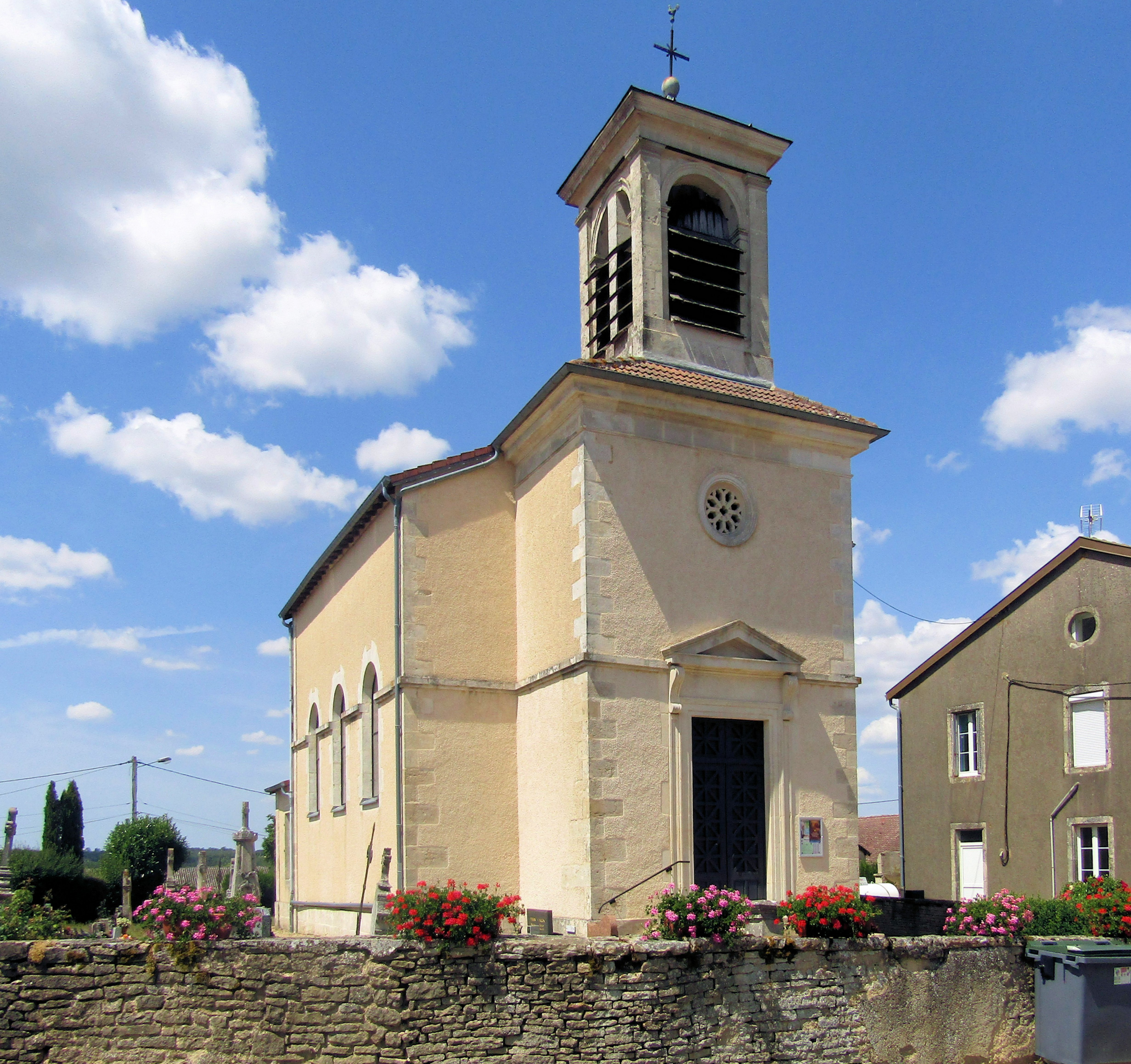
L'église Saint-Didier, côté sud.

## Lieux et monuments
- L'église Saint-Didier[36],[37].
- Dolmen et le tumulus du Bois-du-Comtôt inscrits sur l'Inventaire supplémentaire des monuments historiques par arrêté du 17 octobre 2000[38],[39].
- Maison forte[40].
- Lavoir[41], restauré avec la participation de la Fondation du patrimoine[42],[43].

## Personnalités liées à la commune
- François Méline, fusilier à la 56e demi-brigade de ligne[44].
- Médaillés de Sainte-Hélène : Joseph Michel[45].

## Pour approfondir